# Microstylum trimelas
Microstylum trimelas är en tvåvingeart som först beskrevs av Walker 1851.  Microstylum trimelas ingår i släktet Microstylum och familjen rovflugor. Inga underarter finns listade i Catalogue of Life.